# Исчезновение Бобби Данбара
Бо́бби (Ро́берт) Да́нбар (англ. Bobby Dunbar, Опелусас, США, апрель 1908 г. — дата и место смерти неизвестны) — мальчик, родившийся в городке Опелусас, штат Луизиана, США  в 1908 году и пропавший без вести на озере Суэйзи в 1912 году. История его исчезновения стала широко известна благодаря необычным обстоятельствам.

## Исчезновение
Роберт Данбар (обычно Бобби Данбар) родился в апреле 1908 года в обеспеченной семье; он был первым из двоих детей семейства Данбар, второго сына звали Алонсо. В августе 1912 года глава семейства повёз жену и двоих сыновей на рыбалку на озеро Суэйзи; вместе с ними отправились их друзья, также взявшие с собой детей. 23 августа в то время, как остальные члены семьи отдыхали, Бобби исчез. Его дальнейшая судьба так и не была установлена.
Были начаты поиски, в которых участвовало более ста человек. Всё озеро было обследовано, а также в воде было взорвано несколько зарядов динамита — с целью взбаламутить воду и поднять тело мальчика, если оно лежит на дне; было убито несколько десятков встреченных аллигаторов, их тела были вскрыты и желудки осмотрены с целью найти тело мальчика, если его съел один из них; все эти мероприятия не дали ничего. Была лишь обнаружена шедшая по направлению к железнодорожной станции цепочка следов босых детских ног, что дало основания считать ребёнка не погибшим, а похищенным. Были опубликованы объявления о пропаже с описанием примет мальчика, родители назначили награду в 5 тысяч долларов; местные жители, обеспокоенные судьбой Бобби, собрали и добавили к этой сумме ещё тысячу долларов.

## Нахождение
Спустя восемь месяцев с момента исчезновения сына чета Данбаров получила письмо, в котором указывалось, что в штате Миссисипи недавно был замечен мальчик, подходящий по приметам, в сопровождении взрослого мужчины — некоего Уильяма Уолтерса. Полиция Колумбии немедленно задержала мужчину, который заявил, что мальчика зовут Брюс Андерсон, и он внебрачный сын Джулии Андерсон, служанки его родных, которая сознательно отправила сына сопровождать Уильяма в его скитаниях по стране.
Уолтерс был арестован. Для опознания были вызваны обе женщины: мать Бобби Лесси Данбар и мать Брюса Джулия Андерсон.
Первой на месте оказалась Лесси Данбар. В газетных заметках того времени версии о том, как прошла первая встреча женщины с ребёнком, сильно разнятся. По одним, мальчик, как только её увидел, радостно закричал «Мама», по другим кричал и плакал. Также разные версии существуют по поводу того, узнал мальчик своего младшего брата или нет. Тем не менее, миссис Данбар вначале затруднилась опознать сына, и лишь на следующий день, когда она смогла увидеть мальчика отмытым, заявила, что она точно определила по родинкам и шрамам — это её сын Бобби.
Мальчик вместе с семьёй Данбаров отправился в Опелусас, где воссоединённую семью торжественно встречал весь город.
Вскоре прибыла Джулия Андерсон. Она заявила, что разрешила сыну отправиться в недолгую поездку с Уолтерсом, однако поездка из-за многочисленных заказов сильно затянулась, в результате последний раз она видела сына более года назад. Ей предъявили для опознания несколько детей подходящего возраста, но она также не смогла с уверенностью опознать сына, а мальчик не подал никаких признаков того, что узнал её. На следующий день, также увидев мальчика раздетым, она заявила, что по особым приметам опознала его и теперь может уверенно утверждать, что это её сын Брюс. Информация о том, что первое опознание было неудачным, стала широко известной благодаря журналистам.
Чета Данбаров была весьма состоятельной и пользовалась заметным влиянием, Джулия Андерсон была бедна и не имела возможности нанять адвоката. К тому же на суде было обнародовано, что всех троих своих детей она родила, не будучи замужем (двое других к тому времени уже умерли). Юристы Данбаров использовали это обстоятельство, и газеты выставили Джулию Андерсон безнравственной женщиной, способной на подлости. Не имея средств на долгую тяжбу, она была вынуждена вернуться домой, в Северную Каролину, затем вновь приехала и предъявила показания свидетелей, видевших мальчика с Уолтерсом в их поездке.
Суд вынес решение в пользу семьи Данбар. Уильям Уолтерс был признан виновным в похищении ребёнка и приговорён  к пожизненному заключению.

## Дальнейшая жизнь фигурантов дела
Мальчик вырос в Опелусасе под именем Роберта Данбара, получил значительное наследство, был женат, работал в крупной компании, воспитал нескольких детей и умер в 1966 году.
Через два года адвокат Уолтерса добился пересмотра дела, но прокуратура Опелусаса, ссылаясь на чрезмерную дороговизну нового процесса, просто выпустила его на свободу, после чего он продолжил путешествовать по стране, берясь за любую работу. По свидетельствам родственников, он никогда не признавал своей вины, до смерти утверждая, что мальчик — Брюс Андерсон. Скончался в 1930-х годах.
Джулия Андерсон, познакомившись в ходе судебного процесса с некоторыми жителями городка Попларвилл (Миссисипи), сочувствовавшими ей, переехала в этот город, затем работала медсестрой и акушеркой, вышла замуж и родила семерых детей. Её дети рассказывали, что всю свою жизнь она обвиняла семью Данбаров в похищении её сына Брюса.

## Тест на ДНК
История о похищении была хорошо известна в семье Данбаров. Одна из внучек Роберта, Маргарет Данбар, в 1990-х годах провела собственное расследование случившегося с целью раз и навсегда ответить на вопрос о настоящем имени своего дедушки. Собранные ею материалы позволили усомниться в правдивости официальной версии.
В 2004 году она уговорила одного из братьев, Роберта Данбара-младшего, и потомков Алонсо Данбара пройти ДНК-тест. В результате анализа не было найдено никаких совпадений в их ДНК. После этого Маргарет разыскала потомков детей Джулии Андерсон и попросила их пройти ДНК-тест; на этот раз исследование показало большую вероятность того, что мальчик — сын брата Уильяма Уолтерса и Джулии Андерсон.
Таким образом, спустя 91 год было установлено настоящее имя найденного мальчика. Судьба настоящего Бобби Данбара по прежнему остаётся загадкой.